# Billy Bob’s Texas

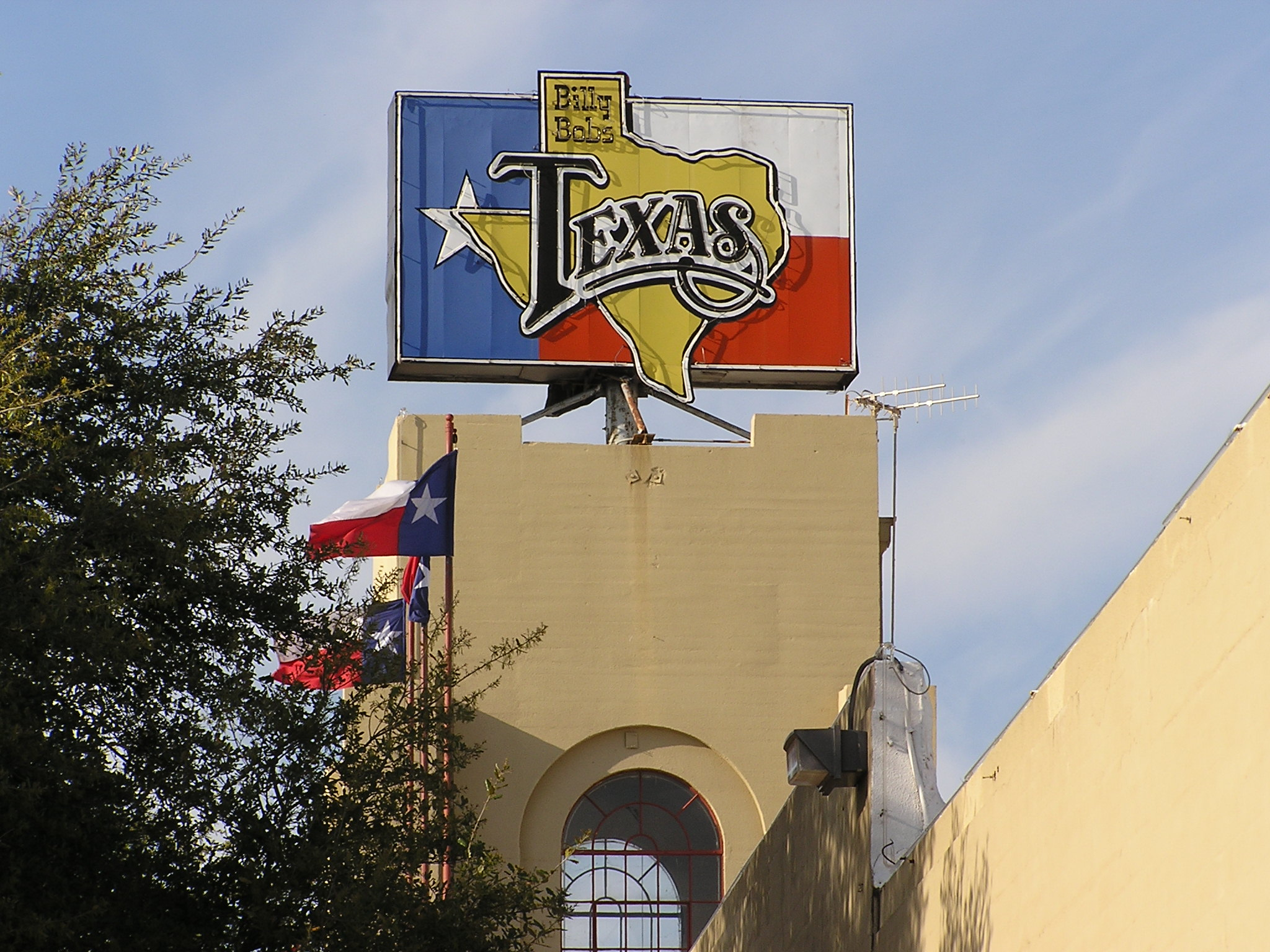
Das Billy Bob’s Texas von außen

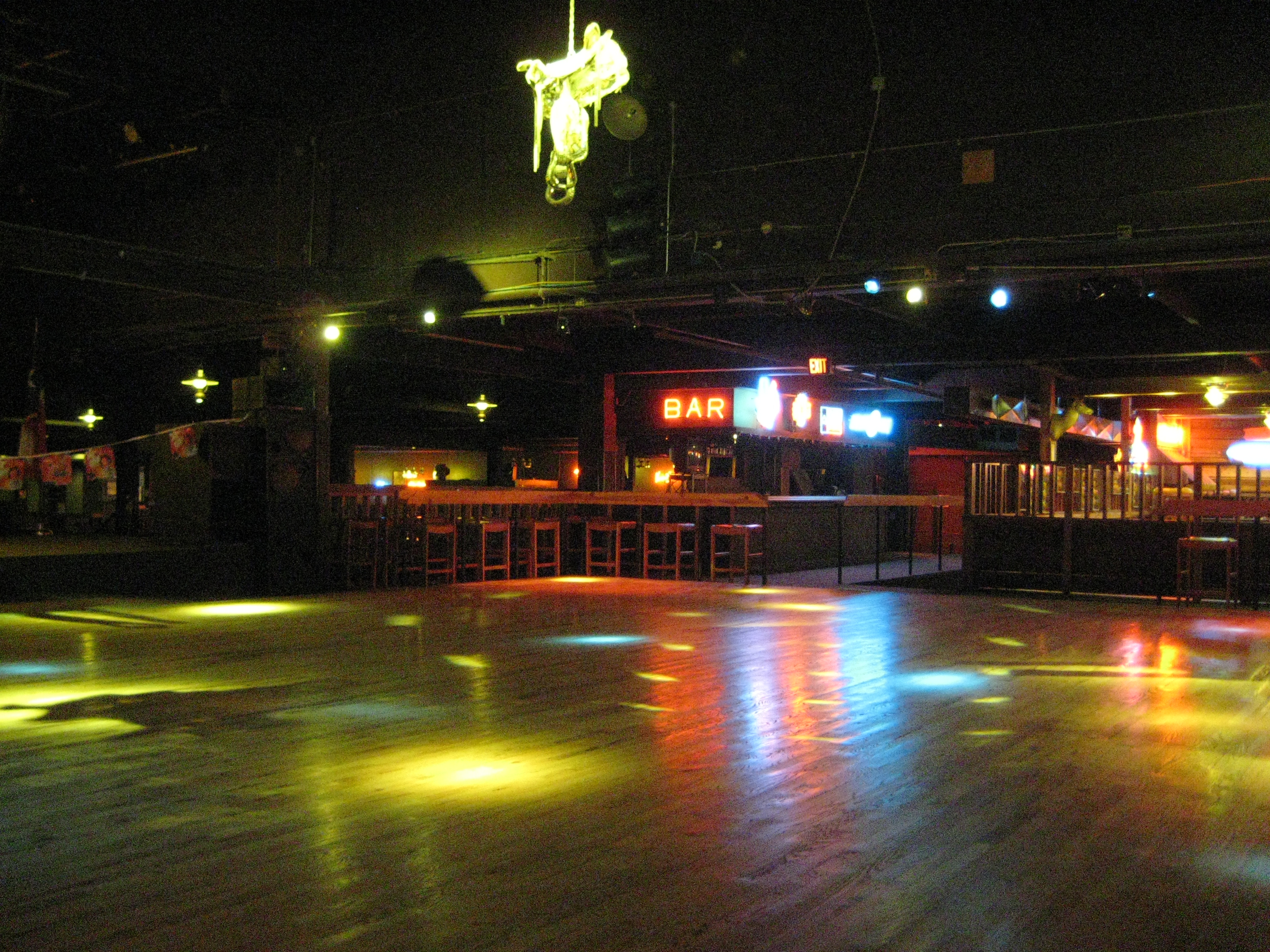
Die Tanzfläche des Billy Bob’s Texas

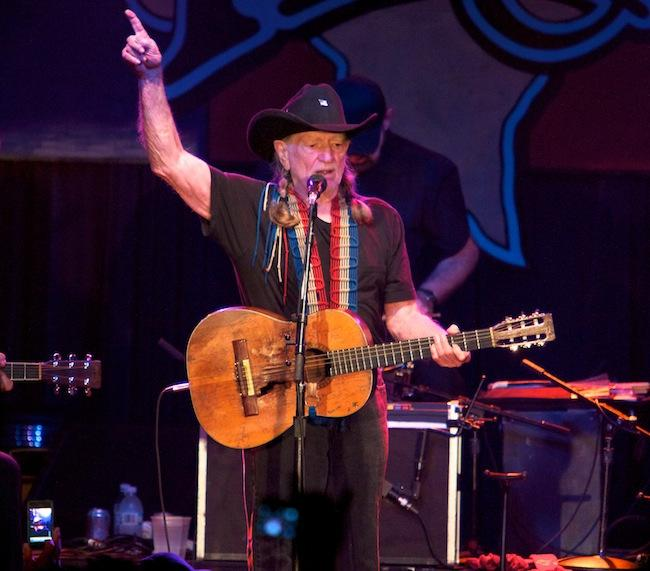
Willie Nelson auf der Bühne

Das Billy Bob’s Texas ist ein Nachtklub in Fort Worth, Texas aus dem Bereich der Country-Musik. Seine Betreiber bezeichnen ihn als weltweit größtes Honky Tonk.

## Geschichte
Das Gebäude, in dem sich heute die Bar befindet, wurde im Jahr 1910 erbaut und diente zunächst als Scheune für Rinder. Von der Stadt Fort Worth wurde das Anwesen 1936 weiter ausgebaut, sodass es fortan auch für Unterhaltungsprogramme genutzt werden konnte. Während des Zweiten Weltkriegs diente es als Flugzeugfabrik, danach wurde es zum Kaufhaus umfunktioniert.
Das heutige Billy Bob’s Texas eröffnete schließlich am 1. April 1981. Die ersten Künstler, die in der Bar auftraten war der Countrysänger Larry Gatlin und seine Brüder. Auch Waylon Jennings, Janie Fricke und Willie Nelson waren noch in der ersten Woche nach der Eröffnung zu Gast.
1985 wurde in der Rodeo-Arena der Bar die erste feste Cowboykirche gegründet.
In den späten 1980er-Jahren bekam der Club finanzielle Probleme und musste deshalb im Januar 1988 schließen. Nachdem die Tourismusbranche Fort Worths darunter stark zu leiden hatte, gelang es einem Unternehmer noch im selben Jahr, den Klub wiederzueröffnen.
Weitere Bekanntheit erlangte der Club, als er in verschiedenen Filmen und Fernsehsendungen zu sehen war. Dazu zählten der Actionfilm Over the Top (1987, mit Sylvester Stallone), die Komödie Liebe auf Texanisch (1988, mit Lesley Ann Warren) und der Sportfilm Armadillo Bears – Ein total chaotischer Haufen (1991, mit Scott Bakula).

## Gegenwärtige Situation
Nach eigenen Angaben finden täglich bis zu 6.000 Besucher Platz in den 42 Bars. Insgesamt sind seit 1981 mehr als 17 Millionen Besucher gezählt worden. Das Gebäude erstreckt sich über eine Fläche von 27.000 m².
Von der Academy of Country Music wurde das Billy Bob’s Texas mehrfach als Club of the Year ausgezeichnet.

## Live at Billy Bob’s Texas
Seit 1999 wird von der Smith Music Group die Albenserie Live at Billy Bob’s Texas veröffentlicht. Unter diesem Titel bringen verschiedene Country-Musiker – darunter sowohl Newcomer, als auch etablierte Größen – ihre im Billy Bob’s Texas aufgenommenen Live-CDs heraus. Der erste dieser Künstler war Pat Green. Alle diese Alben wurden zusammengenommen mehr als eine Million Mal verkauft.
Folgende Musiker haben in der Vergangenheit ein solches Album veröffentlicht (in chronologischer Reihenfolge):
| - 1999: Eddy Raven - 1999: John Conlee - 1999: Merle Haggard - 1999: Pat Green - 2000: Lynn Anderson - 2000: Roy Clark - 2002: Cross Canadian Ragweed - 2002: Janie Fricke - 2002: Jason Boland & the Stragglers - 2002: Johnny Lee | - 2002: Kevin Fowler - 2002: T.G. Sheppard - 2003: David Allan Coe - 2003: Deryl Dodd - 2003: Gary Stewart - 2003: Jack Ingram - 2004: Collin Raye - 2004: Larry Gatlin - 2004: Michael Martin Murphey - 2004: T. Graham Brown | - 2004: Willie Nelson - 2005: Earl Thomas Conley - 2005: Mark Wills - 2005: Randy Rogers Band - 2005: Roger Clyne & the Peacemakers - 2005: Tanya Tucker - 2007: Stoney LaRue - 2008: Bleu Edmondson - 2008: No Justice - 2009: Doug Stone | - 2009: Joe Diffie - 2009: Micky & the Motorcars - 2010: Justin McBride - 2010: Wade Bowen - 2011: Brandon Rhyder - 2011: Josh Grider - 2012: Billy Joe Shaver - 2012: Cory Morrow - 2013: Charlie Robison |